# Carlos Alberto Moglia
Carlos Alberto Moglia (Buenos Aires, 14 de febrero de 1908 - Resistencia, 1 de abril de 1987) fue un médico y político argentino, perteneciente al Partido Comunista de Argentina (PCA). En su época universitaria fue también presidente de la Federación Universitaria Argentina (FUA) entre 1934 y 1935. Realizó su actividad mayormente en el Territorio nacional del Chaco, y posteriormente en la provincia homónima (a partir de su provincialización en 1952). Fue el único candidato opositor a gobernador en las elecciones provinciales de 1953, las primeras después de que el Chaco accediera a la autonomía provincial, obteniendo el 3.83% de los votos contra el 96.17% del candidato peronista Felipe Gallardo.

## Biografía

### Primeros años
Nació el 14 de febrero de 1908 en la ciudad de Buenos Aires. Hijo de Andrés José Moglia y de María Rimoldi. A los 13 años ingresó al Colegio Secundario Nacional "Manuel Belgrano" y en 1926 se inscribió en la Facultad de Medicina de la Universidad de Buenos Aires, siendo allí donde comenzó su militancia política. Desde 1931 hasta 1934 participó en el Centro de Estudiantes, siendo también secretario de la Federación Universitaria de Buenos Aires (FUBA).
El 14 de marzo de 1934 se recibió de médico. Militante del grupo Insurrexit, ligado al Partido Comunista de Argentina (PCA) fue elegido presidente de la Federación Universitaria Argentina (FUA) en mayo de 1934, el primer comunista en ocupar la conducción de dicha entidad. Durante su presidencia, la FUA se movilizó en contra de la Guerra del Chaco. Entregó el cargo en 1935, al también comunista Baltazar Vicente Jaramillo.
Fue designado Médico Agregado del Servicio de la Sala del Profesor Loizaga en el Hospital Muñiz. Por sus actividades políticas y estudiantiles había sido dejado cesante pero continuó concurriendo a la sala en forma ad honorem. En 1936, cubrió suplencias en sus consultorios al Dr. Eandi en la localidad de Pasteur, y al Dr. Resano en la localidad de Tres Algarrobos, ambas en la provincia de Buenos Aires.

### Traslado al Chaco
Moglia se trasladó al entonces Territorio nacional del Chaco el 9 de agosto de 1937, instalándose en la localidad de Tres Isletas. Al poco tiempo de su llegada organizó una campaña contra la epidemia de tifus que azotaba la zona, teniendo éxito en casi erradicar la enfermedad en pocos meses. En 1941 fundó el Hospital de Tres Isletas, inaugurado finalmente en junio de ese mismo año. Fue su director y único médico hasta que llegó el Dr. Oscar Jorge Vázquez en 1944, y a quien cedió la dirección. Este hospital se mantenía con los aportes de la población a través de dos comisiones creadas al efecto: la Cooperadora del Hospital y la Comisión de Damas Pro Hospital. Con la llegada de Vázquez al establecimiento se inició una amistad personal y una sociedad profesional que duró muchos años.
En el año 1941 fue nombrado Presidente de la Comisión de Fomento de Tres Isletas. El 9 de julio, inauguró la Plaza Central del pueblo, denominada Independencia. En 1942 la Cámara de Diputados de la Nación le asignó un sueldo por su cargo de Intendente; importe que destinaría a la construcción de una Sala de Maternidad del hospital local, ubicada frente a la Plaza Central, destinada a las urgencias que se presentaran y para que fuera más accesible que el propio hospital, ubicado en un extremo del pueblo en aquella época. Renunció a la presidencia de la Comisión de Fomento en 1945.
En 1944, la Comisión de Fomento le aprobó un proyecto, que luego elevó a la Gobernación territorial, sobre organización y atención a los niños discapacitados. Las autoridades no le prestaron atención a ese petitorio y el proyecto quedó sin concretarse.

### Candidatura a gobernador
En 1952, el gobierno de Juan Domingo Perón provincializó la mayoría de los territorios nacionales que quedaban, incluyendo el Chaco, que adquirió autonomía bajo el nombre "Provincia Presidente Perón". La constitución provincial recientemente sancionada estipulaba un peculiar sistema electoral legislativo, que contemplaba que 15 de los 30 escaños fueran elegidos por voto popular, mientras que los otros 15 por "ciudadanos que pertenezcan a las entidades profesionales que se rigen por la ley nacional de asociaciones profesionales, debiendo estar integrada la lista de candidatos con miembros de esas entidades". La oposición denunció esto como una estratagema para garantizar una abrumadora mayoría para el oficialista Partido Peronista (PP), ya que en la práctica era el único partido que podía presentar candidaturas a ambas instancias. En respuesta a esto, la Unión Cívica Radical (UCR), principal partido opositor a nivel nacional, boicoteó las elecciones, lo mismo que el Partido Socialista (PS) y el Partido Demócrata Nacional (PDN).
De este modo, la única fuerza opositora que concurrió a los comicios fue el Partido Comunista Argentino (PCA). Moglia fue su candidato a gobernador, acompañado por Juan Martínez como compañero de fórmula y candidato a vicegobernador. Ni Moglia ni su oponente peronista, Felipe Gallardo, nacido en Santa Fe, eran nativos de la provincia. La mayoría de los radicales y conservadores votaron en blanco, y Gallardo se impuso con el 96.17% de los votos, contra el 3.83% obtenido por Moglia. El comunismo fracasó en obtener bancas legislativas, y la Cámara de Diputados provinciales quedó compuesta únicamente por peronistas. A pesar del bajo rendimiento electoral, la candidatura de Moglia recibió un apoyo superior al de cualquier otro candidato comunista en el momento. En términos absolutos, con 4.978 votos, Moglia casi quintuplicó el resultado del Partido Comunista en las elecciones presidenciales de 1951, dos años atrás, cuando Rodolfo Ghioldi recibió 1.111 sufragios en la provincia.

### Vida posterior
En 1961 fue designado médico rentado del Hospital Maipú, después de haber sido médico ad honorem de esa institución desde su fundación, dos décadas atrás. En 1962 publicó en forma conjunta con el Dr. José Cabrera Flores un tratado sobre "Paraacoccidioides Brasilensis en la zona de Tres Isletas", editado en "Anales Argentinos de Medicina" N.º 3 del mencionado año. Desde el 19 al 22 de junio del mismo año, asistió a las jornadas Científicas Argentinas sobre Enfermedades Transmisibles, organizada por A.P.E.T. (Asociación Para el estudio de Enfermedades Transmisibles), del distrito Chaco. En 1973 logró su jubilación como Médico de la Provincia, continuando su actividad profesional particular. Falleció el 1 de abril de 1987, a la edad de setenta y nueve años